# Distrikt La Primavera
Der Distrikt La Primavera liegt in der Provinz Bolognesi in der Region Ancash in West-Peru. Der Distrikt wurde am 21. September 1985 gegründet. Er besitzt eine Fläche von 62,5 km². Beim Zensus 2017 wurden 478 Einwohner gezählt. Im Jahr 1993 lag die Einwohnerzahl bei 338, im Jahr 2007 bei 657. Die Distriktverwaltung befindet sich in der 2644 m hoch gelegenen Ortschaft Gorgorrillo mit 362 Einwohnern (Stand 2017). Gorgorrillo befindet sich 20 km südlich der Provinzhauptstadt Chiquián.

## Geographische Lage
Der Distrikt La Primavera liegt in der peruanischen Westkordillere im Süden der Provinz Bolognesi. Der Río Pativilca fließt entlang der westlichen Distriktgrenze nach Süden.
Der Distrikt La Primavera grenzt im Westen an die Distrikte Canis und Abelardo Pardo Lezameta, im Nordwesten an den Distrikt Chiquián, im Norden an den Distrikt Huasta sowie im Osten und im Süden an den Distrikt Mangas.